# Saint-Rémy (Corrèze)
 Saint-Rémy  (en occitano Sent Romieg) es una comuna y población de Francia, en la región de Lemosín, departamento de Corrèze, en el distrito de Ussel y cantón de Sornac.
Su población en el censo de 2008 era de 238 habitantes.
Está integrada en la Communauté de communes Bugeat-Sornac-Millevaches au Cœur .

## Demografía
| 517 | 302 | 244 | 232 | 221 | 228 | 238 |
| Para los censos de 1962 a 1999 la población legal corresponde a la población sin duplicidades (Fuente: INSEE [Consultar]) |     |     |     |     |     |     |